# Gibbon (Minnesota)
Gibbon ist eine Kleinstadt (mit dem Status „City“) im Sibley County im US-amerikanischen Bundesstaat Minnesota. Das U.S. Census Bureau hat bei der Volkszählung 2020 eine Einwohnerzahl von 784 ermittelt.

## Geografie
Gibbon liegt im mittleren Süden Minnesotas, unweit des linken Ufers des Minnesota River. Die geografischen Koordinaten von Gibbon sind 44°32′02″ nördlicher Breite und 94°31′35″ westlicher Länge. Die Stadt erstreckt sich über eine Fläche von 2,28 km².
Benachbarte Orte von Gibbon sind Stewart (25,8 km nördlich), Winthrop (13,2 km östlich), Lafayette (20,1 km südöstlich), Fairfax (15,8 km westlich) und Buffalo Lake (29,4 km nordnordwestlich).
Die nächstgelegenen größeren Städte sind Minneapolis (138 km ostnordöstlich), Minnesotas Hauptstadt Saint Paul (150 km in der gleichen Richtung), Rochester (213 km ostsüdöstlich), Iowas Hauptstadt Des Moines (425 km südlich), Omaha in Nebraska (463 km südsüdwestlich), Sioux Falls in South Dakota (252 km südwestlich) und Fargo in North Dakota (370 km nordwestlich).

## Verkehr
Die Minnesota State Route 19 führt in West-Ost-Richtung als Hauptstraße durch das Stadtgebiet von Gibbon. Alle weiteren Straßen sind untergeordnete Landstraßen, teils unbefestigte Fahrwege oder innerörtliche Verbindungsstraßen.
Parallel zur MN 19 führt eine Eisenbahnlinie der Minnesota Prairie Line durch Gibbon, eine regionale (Class III) Eisenbahngesellschaft.
Der nächste größere Flughafen ist der Minneapolis-Saint Paul International Airport (130 km ostnordöstlich).

## Demografische Daten
Nach der Volkszählung im Jahr 2010 lebten in Gibbon 772 Menschen in 353 Haushalten. Die Bevölkerungsdichte betrug 338,6 Einwohner pro Quadratkilometer. In den 353 Haushalten lebten statistisch je 2,19 Personen.
Ethnisch betrachtet setzte sich die Bevölkerung zusammen aus 95,5 Prozent Weißen, 1,3 Prozent Afroamerikanern, 0,3 Prozent Asiaten sowie 2,3 Prozent aus anderen ethnischen Gruppen; 0,6 Prozent stammten von zwei oder mehr Ethnien ab. Unabhängig von der ethnischen Zugehörigkeit waren 3,4 Prozent der Bevölkerung spanischer oder lateinamerikanischer Abstammung.
22,8 Prozent der Bevölkerung waren unter 18 Jahre alt, 53,3 Prozent waren zwischen 18 und 64 und 23,9 Prozent waren 65 Jahre oder älter. 51,4 Prozent der Bevölkerung war weiblich.
Das mittlere jährliche Einkommen eines Haushalts lag bei 40.250 USD. Das Pro-Kopf-Einkommen betrug 20.804 USD. 10,1 Prozent der Einwohner lebten unterhalb der Armutsgrenze.